# Johann Gottlieb Heineccius

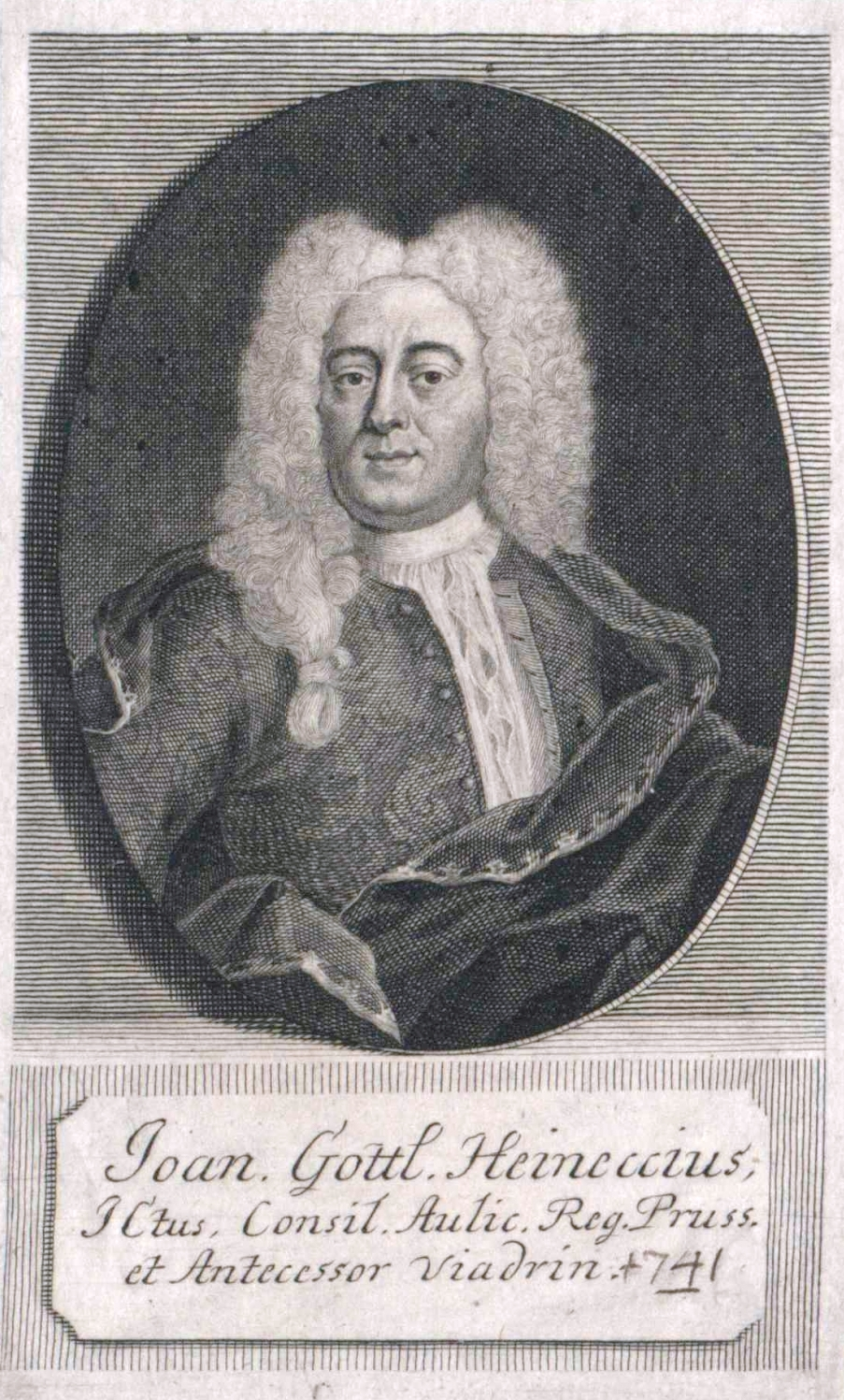
Johann Gottlieb Heineccius

Johann Gottlieb Heineccius (ur. 11 września 1681 w Eisenbergu; zm. 31 sierpnia 1741 w Halle) – niemiecki prawnik, profesor na Uniwersytecie Viadrina we Frankfurcie nad Odrą, autor wielu publikacji – dysertacji, oracji i programów.

## Rodzina
Heineccius urodził się jako syn nauczyciela Johanna Michaela Heinecke. 18 lutego 1716 jego żoną została Henriette Clara Johanna (zm. 1723). Z tego związku mieli troje dzieci:
1. Johann Christian Gottlieb Heineccius
2. Friedrich Anton (został wojskowym)
3. Henriette Louise

## Dzieła

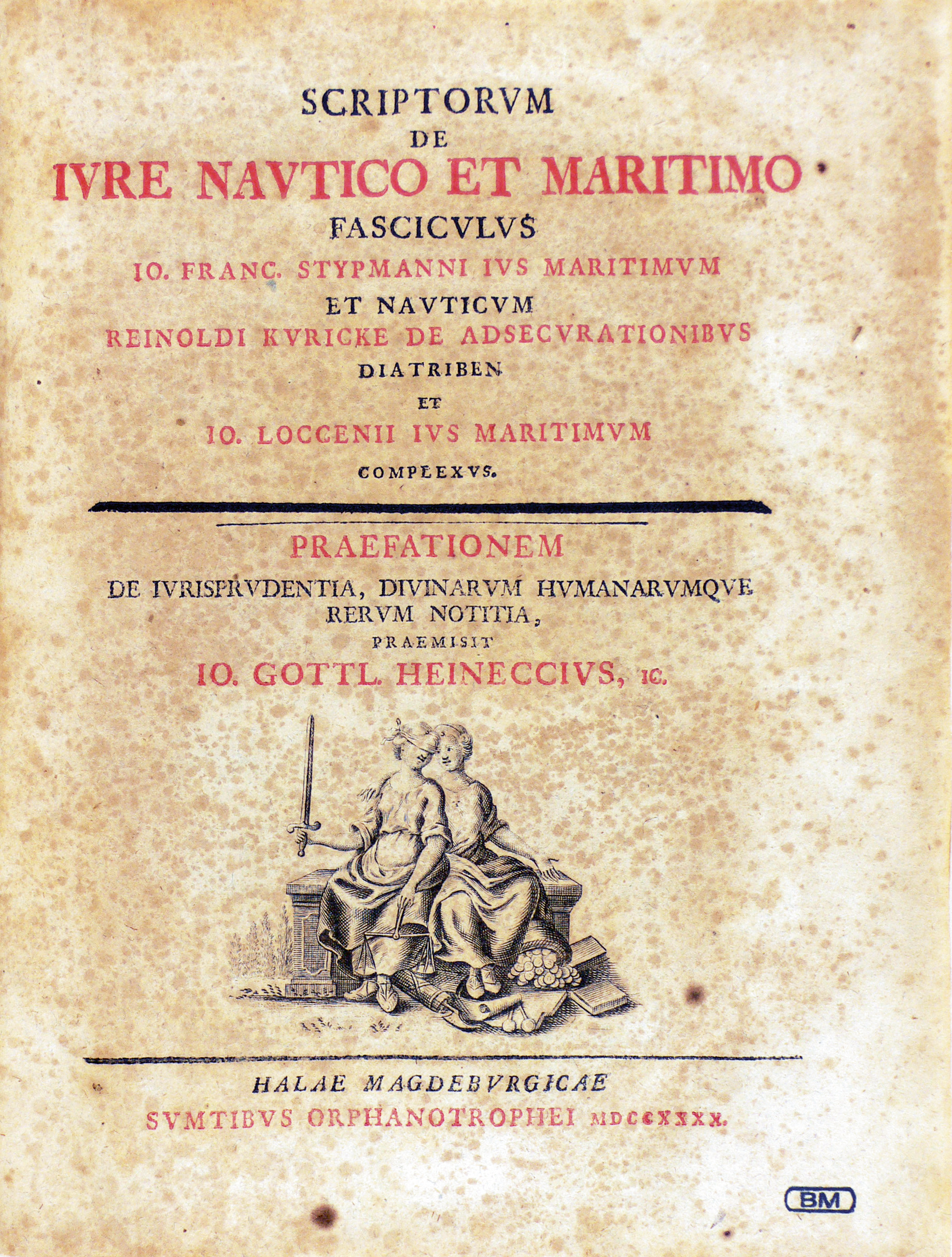
Scriptorum de iure nautico, 1740.

### Dysertacje
1. de habitu et insignibus sacerdotalibus apostololorum. Leipzig 1702
2. de genuina nativitatis Christi aera e nummis atque inscriptionibus illustrata. Halle 1708
3. de incessu, animi indice. Halle 1713
4. de philosophis semichristianis. Halle 1714
5. de origine atque indole jurisdictionis patrimonalis, pro gradu. Halle 1716
6. de levis notae macula. Halle 1720
7. de navibus ob mercium illiciarum vecturam comissis. Halle 1721
8. de collegis et corporibus opisicum. Halle 1723
9. de orgine testamenti factionis et ritu testandi. Franecker 1726
10. de mercatorum, qui foro cesserunt, rationibus et codicibus. Franecker 1728
11. de usufructu materno juris germanici, maxime Hamburgensis. Frankfurt/Oder 1730
12. de lubricitate jurisjurandi suppletorri. Frankfurt/Oder
13. de religione judicantium circa reorum confessiones. Frankfurt/Oder
14. de suprema principum, magistratuumque tutela. Frankfurt/Oder
15. de eminentioribus ducatus et ducum Lotharingiae praerogativis. Frankfurt/Oder 1732
16. de marito tutore et curatore uxoris legitimom. Halle 1734
17. de testamenti factione, jure germanico arctis limitibus passim circumscripta. Halle
18. de praescriptione annali juris Lubecensis a jure communi diversa. Halle
19. de pecunia in casum si causa ceciderint, ab appellantibus, alioque remedio utentibus, deponendo. Halle 1736
20. de reductione monetae ad justum pretium. Halle 1737
21. de jure principis circa commerciorum libertatem tuendam. Halle 1738
22. de jure principis circa commerciorum libertatem tuendam. Halle 1738
23. de jure principis circa civium studia,. Halle
24. de causa servitutum perpetua. Halle
25. de locatione conductione jurisdictionibus. Halle
26. de venditione illicita fructuum in herbis. Halle
27. de dominis subditos suos in judicio suo convenientibus. Halle

### Oracje i programy
1. Panegyricus sempiternae memoriae viri incomparahilis Samuelis Strykii consecratus. Halle 1710
2. Progr. De verae falsaeque sapientiae Characteribus. Halle 1713
3. Oratio de jurisprudentia veterum Romanorum formularia, ritibusque, quibus negotia civilia explicantur, solennibus. Franecker 1724
4. Epistolae ameebaeae inter Pagenstech. Et Heinecciom Franecker 1724
5. Progr. De P. Juventio Celso Icto eximio, fuique seculi ornamento. Frankfurt/Oder 1727
6. Oratio de Jcris sem doctis, causisque, cur tam pauci hodie ad veram jurisprudentiae laudem perveniant. Frankfurt/Oder
7. Progr. De Ulpiani Jcri hebraismis. Frankfurt/Oder
8. de Icris reformationi ecclesiae praeludentibus. Frankfurt/Oder
9. Progr. De variis Saturninis, Jctis. Frankfurt/Oder 1731
10. Oratio de C. Aquillio Gallo JCto celeberrimo. Frankfurt/Oder
11. Progr. De Salvio julione Jctorum sua aetate coryphaeo. Halle 1733
12. Syntagma antiquitarum romanatum jurisprudentiam illustrantium, secundum ordinem Institutionum Justiniani dignestum. Halle 1718
13. Fundamenta stili cultioris, una cum Sylloge exemplorum. Halle 1719
14. Elementa juris civilis sec. Ordinem Institutionum. Amsterdam1725
15. Commentarius ad Leg. Juliam et Papiam Poppaeam. Amsterdam 1725
16. Elementa jur. Civilis secundam ordinem pandectarum. Amsterdam 1728
17. Elementa philosophiae rationalis et moralis, quibus praemissa historia philosophica. Amsterdam 1728
18. Historia juris civilis Romani ac Germanici. Halle 1733
19. Elementa juris Germanici, tum veteris tum hodierni. Halle Teil 1 1735, Teil 2 1736
20. Elementa juris naturae et gentium commonda auditoribus methodo adornata. Halle 1738
21. Opuscula minora varii argumenti. Amsterdam 1739
22. Continentur in hoc volumine praefationes diversi temporibus scriptae.
23. Consilia, Decisiones et Responsa juris, opus posthumum, a filio Breslav. 1744 In : Folio editum.